# Матануска (льодовик)

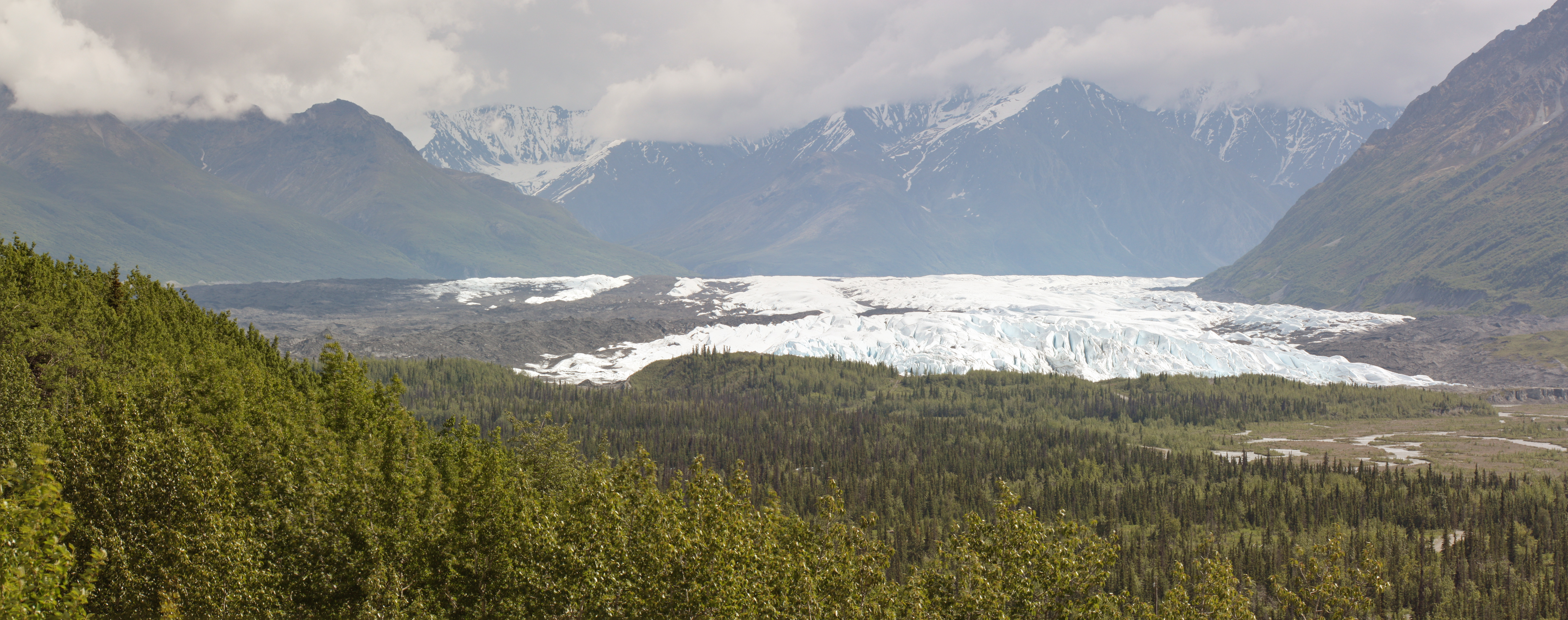
Льодовик Матануска

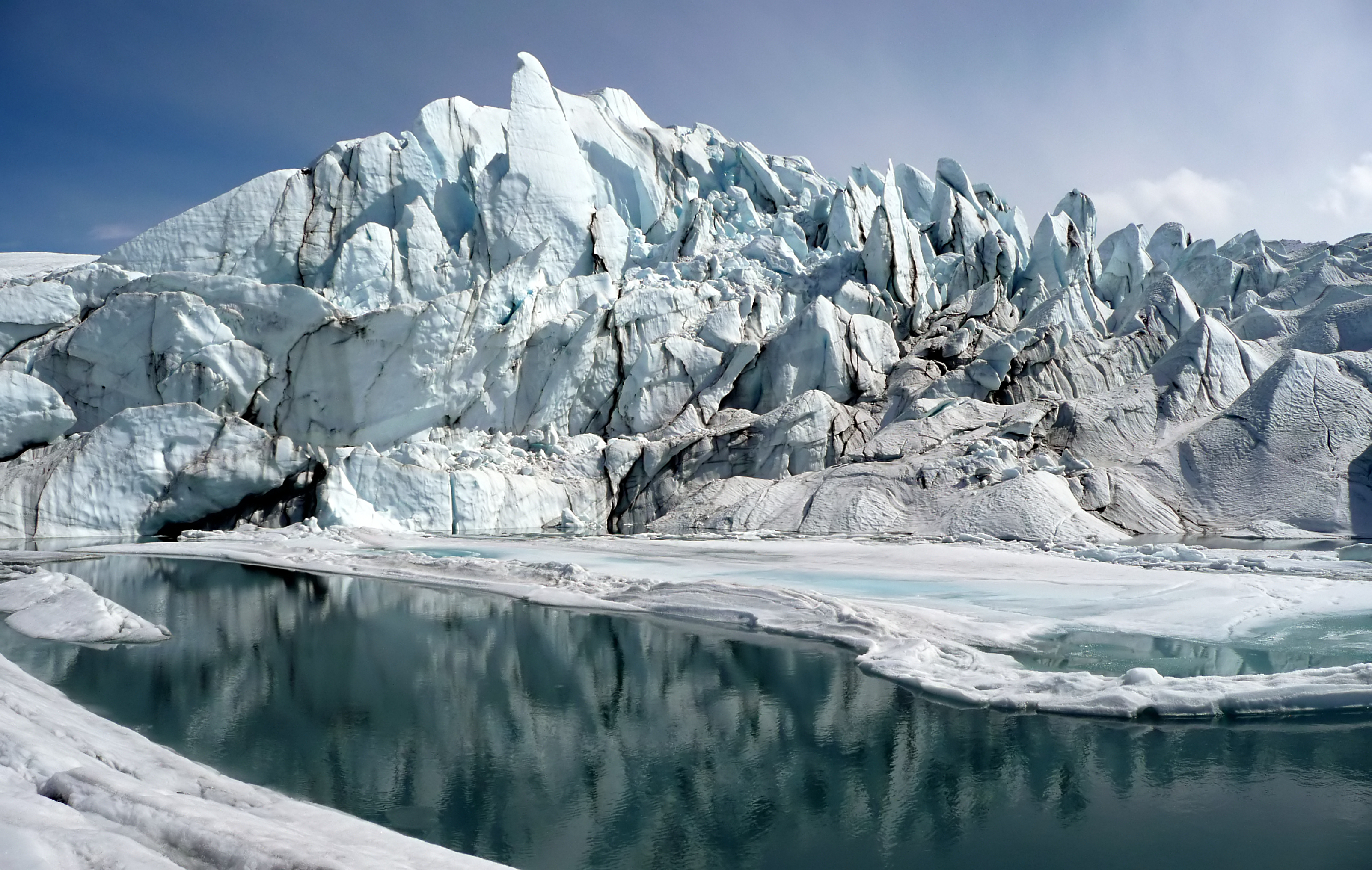
Закінчення льодовика Матануска

Льодовик Матануска (англ. Matanuska Glacier) — долинний льодовик в американському штаті Аляска.
Маючи 46 кілометрів у довжину і 6,4 — в ширину, він є найбільшим льодовиком в Сполучених Штатах, до якого можна дістатися на авто. З його закінчення бере витоки річка Матануска. Льодовик розташований біля Шосе Ґленн приблизно 160 км на північний схід від Анкориджа. Швидкість льодовика Матануска близько 30 см на день. Через абляцію нижнього льодовика на 2007 рік місце закінчення льодовика змінилось за три останні декади.